# Gohar Gasparyan
Gohar Gasparyan (in armeno Գոհար Գասպարյան?, in russo Гоа́р Микаэ́ловна Гаспаря́н?, Goar Mikaėlovna Gasparjan; Il Cairo, 14 dicembre 1924 – Erevan, 16 maggio 2007) è stata un soprano armeno, soprannominata l'"usignolo armeno".

## Biografia
Nata al Cairo da una famiglia armena, Gasparyan studia all'Accademica Musicale nella medesima città. Nel 1948, con migliaia di armeni, emigra dal Medio Oriente verso la Repubblica Socialista Sovietica Armena.

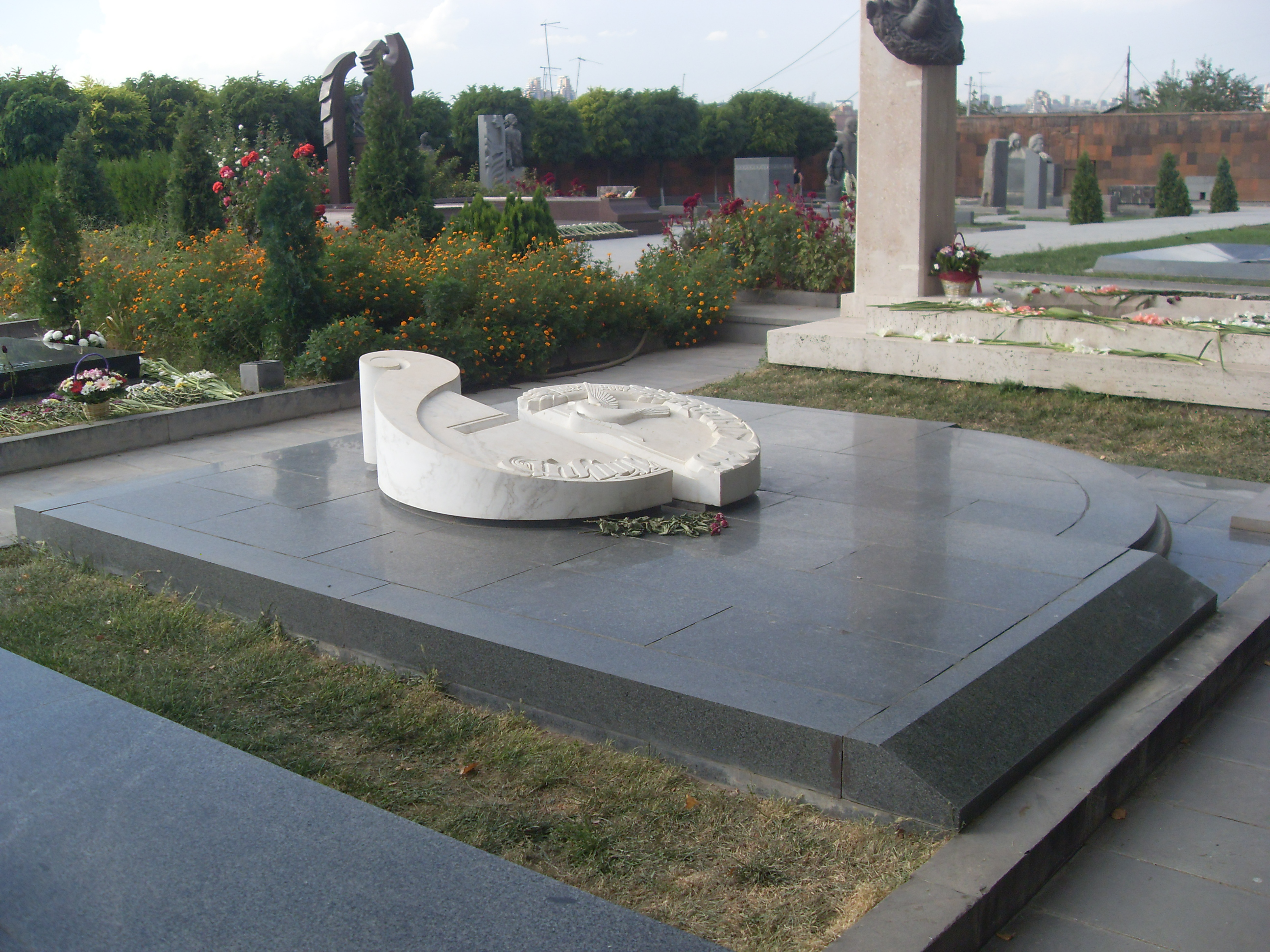
La tomba di Gasparyan

Dal 1949 fino alla fine della sua lunga carriera si esibisce come cantante lirica al Yerevan Opera Theater in 23 opere e anche in diversi concerti. Nel frattempo, insegnò al Conservatorio di Stato "Komitas" di Erevan.
Gasparyan è stata artista del popolo dell'Unione Sovietica, eroina del lavoro socialista e membro dell'ordine di Mesrop Mashtots.
Gohar Gasparyan morì a Yerevan e fu sepolta al Komitas Pantheon.